# Berrien Buggy
Berrien Buggy ist eine US-amerikanische Automarke.

## Markengeschichte
Berrien Buggy Inc. aus Berrien Springs in Michigan begann 1968 mit der Produktion von Automobilen. Der Markenname lautet Berrien Buggy. Acme Car Company aus New Cumberland in Pennsylvania, offiziell erst am 31. Januar 2013 gegründet, übernahm 2012 das Unternehmen.

## Fahrzeuge
Im Angebot stehen VW-Buggies. Die offenen Karosserien bestehen aus Fiberglas. Ein Modell wird Roadster-T genannt. Das Unternehmen selber nennt noch die Modelle Genesis, Nostalgia und Lancer.
Außerdem gibt es ähnliche Fahrzeuge mit Rohraufbauten sowie Trikes.